# گروه اونیو کپیتال
گروه اونیو کپیتال (انگلیسی: Avenue Capital Group) شرکت سرمایه‌گذاری آمریکایی است، که در سال ۱۹۹۵ تأسیس شد.